# Plaksi
Plaksi – wieś w Estonii, w prowincji Võru, w gminie Haanja.